# Santo Stino di Livenza
Santo Stino di Livenza là một đô thị và cộng đồng (comune) ở tỉnh Venezia trong vùng Veneto miền bắc nước Ý.
Đô thị Santo Stino di Livenza có diện tích ki lô mét vuông, dân số thời điểm năm 31 tháng 5 năm 2005 là 12.386 người.
Đô thị Santo Stino di Livenza có các đơn vị dân cư (frazioni) sau:
Các đô thị giáp ranh: 